# Trinny Woodall
Trinny Woodall (tên khai sinh Sarah-Jane Woodall 8 tháng 2 năm 1964 tại Marylebone, Luân Đôn), là một người đoạt giải bậc thầy thời trang, kiêm một nhà cố vấn thời trang, người giới thiệu truyền hình, tác gia và nhà thiết kế thời trang người Anh.
Woodall được nuôi dưỡng trong một gia đình khá giả và được học tại các trường tư. Sau 10 năm chống chọi với chứng nghiện rượu và làm trong ngành marketing, Woodall đã gặp Susannah Constantine năm 1994 và cả hai người đã tham gia viết bài trong mục thời trang hàng tuần cho The Telegraph. Sự kiện này đã đưa họ đến ngành kinh doanh tư vấn thời trang trên mạng internet và phát hành cuốn sách tư vấn thời trang đầu tiên.
Cả hai được giao nhiệm vụ phụ trách mục What Not to Wear của BBC vào năm 2001. Năm sau, Woodall và Constantine đã ra mắt cuốn sách thứ hai của họ, What Not to Wear, và cuốn sách này đã giúp bà một Giải thưởng sách Anh quốc và đã bán được hơn 670.000 bản. Woodall tiếp tục làm đồng tác giả nhiều cuốn sách tư vấn thời trang khác cùng Constantine, và nhiều cuốn đã trở thành sách bán chạy nhất ở Vương quốc Liên hiệp Anh và Bắc Ireland và Hoa Kỳ, và đến nay đã bán được hơn 2,5 triệu bản trên khắp thế giới.